# Francolí del llac Victòria
El francolí del llac Victòria (Pternistis rufopictus) és una espècie d'ocell de la família dels fasiànids (Phasianidae) que estepes arbustives del nord de Tanzània.